# Sick of Myself
Sick of Myself (Syk pike) è un film del 2022 scritto, diretto e montato da Kristoffer Borgli.

## Trama
Quando il suo ragazzo artista comincia a rubarle la scena, una giovane ragazza di Oslo decide di assumere un farmaco dalle conseguenze potenzialmente letali pur di tornare al centro dell'attenzione, innescando un circolo vizioso.

## Distribuzione
Il film è stato presentato in anteprima il 22 maggio 2022 nella sezione Un Certain Regard del 75º Festival di Cannes, venendo distribuito nelle sale cinematografiche norvegesi a partire dal 9 novembre dello stesso anno.
È stato presentato in anteprima al Torino Horror Festival ad ottobre 2022 per poi essere distribuito nelle sale cinematografiche italiane da Wanted a partire dal 5 ottobre 2023.